# Болдешть-Скеєнь
Болдешть-Скеєнь, Болдешті-Скеєні (рум. Boldești-Scăeni) — місто у повіті Прахова в Румунії. Адміністративно місту також підпорядковане село Сечу (населення 1052 особи, 2002 рік).

## Географія
Місто розташоване на відстані 66 км на північ від Бухареста, 10 км на північ від Плоєшті, 76 км на південний схід від Брашова.

## Клімат
| Кліматограма Болдешть-Скеєнь                                                                                              | Кліматограма Болдешть-Скеєнь | Кліматограма Болдешть-Скеєнь | Кліматограма Болдешть-Скеєнь | Кліматограма Болдешть-Скеєнь | Кліматограма Болдешть-Скеєнь | Кліматограма Болдешть-Скеєнь | Кліматограма Болдешть-Скеєнь | Кліматограма Болдешть-Скеєнь | Кліматограма Болдешть-Скеєнь | Кліматограма Болдешть-Скеєнь | Кліматограма Болдешть-Скеєнь |
| --- | ---------------------------- | ---------------------------- | ---------------------------- | ---------------------------- | ---------------------------- | ---------------------------- | ---------------------------- | ---------------------------- | ---------------------------- | ---------------------------- | ---------------------------- |
| С | Л                            | Б                            | К                            | Т                            | Ч                            | Л                            | С                            | В                            | Ж                            | Л                            | Г                            |
| 45 3 −5 | 41 5 −4                      | 52 10 −1                     | 65 16 5                      | 83 21 10                     | 88 25 14                     | 75 27 16                     | 50 27 16                     | 59 28 12                     | 59 16 6                      | 53 10 2                      | 54 5 −3                      |
| Середня макс. і мін. температури повітря (°C) Атмосферні опади (мм), за рік : 724 мм. Джерело: «Climate-Data.org» (англ.) |                              |                              |                              |                              |                              |                              |                              |                              |                              |                              |                              |

## Населення
За даними перепису населення 2002 року у місті мешкало 11 491 особа. Станом на 2021 рік населення міста налічує 10 298 осіб.
Національний склад населення міста
| Національність   | Кількість осіб | Відсоток |
| ---------------- | -------------- | -------- |
| румуни           | 10922          | 95,0%    |
| цигани           | 550            | 4,8%     |
| угорці           | 10             | 0,1%     |
| турки            | 2              | < 0,1%   |
| вірмени          | 2              | < 0,1%   |
| росіяни-липовани | 1              | < 0,1%   |
| греки            | 1              | < 0,1%   |
| італійці         | 1              | < 0,1%   |

Рідною мовою назвали:
| Мова       | Кількість осіб | Відсоток |
| ---------- | -------------- | -------- |
| румунська  | 11476          | 99,9%    |
| угорська   | 7              | 0,1%     |
| турецька   | 2              | < 0,1%   |
| вірменська | 2              | < 0,1%   |
| російська  | 1              | < 0,1%   |
| італійська | 1              | < 0,1%   |

Склад населення міста за віросповіданням:
| Релігія                             | Кількість осіб | Відсоток |
| ----------------------------------- | -------------- | -------- |
| православні                         | 11112          | 96,7%    |
| бретрени                            | 200            | 1,7%     |
| п'ятдесятники                       | 71             | 0,6%     |
| адвентисти                          | 29             | 0,3%     |
| римо-католики                       | 22             | 0,2%     |
| лютерани                            | 22             | 0,2%     |
| греко-католики                      | 7              | 0,1%     |
| баптисти                            | 7              | 0,1%     |
| лютерани (Аугсбурзького сповідання) | 6              | 0,1%     |
| не релігійні                        | 6              | 0,1%     |
| реформати                           | 3              | < 0,1%   |
| мусульмани                          | 2              | < 0,1%   |
| атеїсти                             | 2              | < 0,1%   |

## Зовнішні посилання
- Дані про місто Болдешть-Скеєнь на сайті Ghidul Primăriilor